# Portada/efemèride agost 9
Posy Simmonds
« 8 d'agost · 9 d'agost · 10 d'agost »